# Porphyrio hochstetteri
El takahe, calamón takahe o calamón takahe de la Isla Sur (Porphyrio hochstetteri) es una especie de ave gruiforme de la familia Rallidae, emparentada con el calamón común y endémica de Nueva Zelanda. Está en peligro de extinción.

## Características
Los adultos son de color azulado, si bien poseen un plumaje negro cuando son polluelos, también su pico se torna de negro a rojo a medida que crece.

## Historia natural
Vive en pastizales donde se desplaza con un caminar lento, al no poder volar por su peso (de 2 a 4 kg aproximadamente). El takahe se reproduce de octubre a diciembre construyendo un nido en el suelo donde suele poner dos huevos que terminaran de incubar en 31 días. Como resultado saldrán pichones negros que se quedarán junto a sus padres durante cuatro meses y a los dos años estarán en edad de reproducirse.
Es debido a este lento desarrollo que se ve en peligro de extinción, ya que no alcanza a reproducirse lo suficientemente rápido para compensar las muertes por caza, depredación de crías y huevos, etc.